# Gregorio Rodríguez Vásquez
Gregorio Rodríguez Vásquez (nacido el 27 de julio de 1927 en el municipio de Paipa, Boyacá, Colombia) es una personalidad del medio jurídico y académico de Colombia. Es conocido por haber sido magistrado del tribunal superior de Bogotá, haber sido uno de los profesores fundadores de la Universidad Sergio Arboleda y haber sido merecedor de la medalla de la Orden al Mérito en el rango de oficial, por la Cancillería y el Gobierno de Colombia por sus aportes a la patria en el ámbito educativo, jurídico y judicial, entre varias otras dignidades ostentadas.

## Reseña biográfica
Proveniente de una familia de Paipa, Boyacá, su padre Gregorio J. Rodríguez Corredor participó de la guerra de los 1.000 días desde los 16 años. Allí se incorporó al ejército del partido conservador; se retiró a los cuarenta con el grado de Coronel.
De niño viajó a Tunja, Boyacá, para hacerse normalista (un grado de bachillerato técnico que le permite ser profesor de primaria). Trae Gregorio en su baúl a Tunja poco dinero y ropa escasa, pero transporta principios, esperanzas y deseo de superación. Amor y respeto a la fe católica; integridad; devoción por el estudio. Luego, en Bogotá, en la Normal Superior, hoy Universidad Pedagógica, se especializa en idiomas y recibe una beca; al tiempo, empieza a estudiar derecho en la Universidad Libre.
En interregnos, gana una beca en la Universidad de DePauw donde estudia Relaciones Internacionales. Más tarde, otra de Naciones Unidas en la Universidad de Pittsburgh, donde obtiene un Magister en Administración Pública. Al regreso, se vincula a la ESAP. 
Entra al Ministerio Público en Tunja, empresa que termina como magistrado en el Tribunal Superior de Bogotá. En ambas ciudades, sus ideales y sus principios lo compelieron a librar luchas titánicas contra la corrupción judicial, la carencia de carácter de funcionarios que deciden por imitación o por temor reverencial, no por convicción. Salió indemne del poder judicial, pleno de sano orgullo, dueño de íntimas e intensas satisfacciones, después de batallar como pocos por la justicia.   
Ya sexagenario, se desempeñó como Presidente del Concejo del municipio de Paipa, Boyacá. Desde que llegó en 1985 a la Universidad Sergio Arboleda, como suele ocurrir cuando las instituciones comienzan, desempeñó gran variedad de cargos: fue jefe de la biblioteca y del consultorio jurídico, profesor de derecho constitucional y derecho penal especial.   
Escribió dos libros, uno de derecho Penal Especial, y uno que está por salir acerca del Derecho Constitucional Colombiano, en el cual desarrolla cada uno de los 380 artículos de la Constitución actual. Recibió, entre otras distinciones, la Orden al Mérito en el grado de Oficial de la Cancillería del Gobierno de Colombia, la Orden al Mérito Académico “Rodrigo Noguera Laborde” de la Universidad Sergio Arboleda, así como el Árbol de la Sabiduría, de la misma Universidad.

## Distinciones
- Orden al Mérito en el grado de Oficial de la Cancillería del Gobierno de Colombia (2019)
- Orden al Mérito Académico de la Universidad Sergio Arboleda (2018)
- Árbol de la Sabiduría de la Universidad Sergio Arboleda (2015)